# 알막툼
알막툼(مكتوم), 막툼가(House of Maktoum)는 두바이 토후국을 통치하는 왕실가이자 아랍에미리트의 6개 통치 가문들 중 하나이다. 이 가문은 바니야스의 한 갈래이다.
1833년, 바니야스족의 약 800개 구성원들이 두바이의 에미리트를 차지하고 에미리트에 알막툼왕조를 세웠다.

## 파생된 이름

### 장소
- 알막툼 국제공항
- 알막툼 스타디움: 아랍에미리트 두바이에 위치한 다목적 경기장
- 막툼 빈 라시드 알막툼 경기장: 아랍에미리트의 두바이에 위치한 다목적 경기장

### 인명
- 무함마드 빈 라시드 알막툼: 아랍에미리트의 정치인
- 라티파 빈트 모함메드 알막툼: 아랍에미리트의 왕실원